# Penitas, Texas
Penitas là một thành phố thuộc quận Hidalgo, tiểu bang Texas, Hoa Kỳ. Năm 2010, dân số của xã này là 4403 người.

## Dân số
- Dân số năm 2000: 1167 người.
- Dân số năm 2010: 4403 người.